# Mantophryne infulata
Mantophryne infulata är en groddjursart som först beskrevs av Richard G. Zweifel 1972.  Mantophryne infulata ingår i släktet Mantophryne och familjen Microhylidae. IUCN kategoriserar arten globalt som otillräckligt studerad. Inga underarter finns listade i Catalogue of Life.